# Nemanja Petrić
Nemanja Petrić (Prijepolje, 28 de julho de 1987) é um jogador de voleibol sérvio que atua na posição de ponteiro.

## Carreira

### Clube
A carreira de Petrić no voleibol começou nas camadas juvenis no clube de sua cidade natal, o Fap Livnica. Na temporada 2005–06, fez sua estreia profissional ao estrear na categoria principal sérvia com a camisa de Mladi Radnik, onde permaneceu por dois anos. Em 2007, ingressou no OK Budućnost Podgorica, equipe com a qual conquistou um campeonato e duas copas montenegrinas. Em 2010, foi atuar no voleibol da Bélgica pelo Axis-Lennik, na primeira divisão.
Em 2011, foi vestir a camisa do Sir Safety Perugia, na Série A2. Venceu o campeonato da Série A2 na temporada 2011–12 e depois competiu pelo Perugia por mais dois anos na primeira divisão italiana.
Na temporada 2014–15, atuou pelo Azimut Modena, com o qual conquistou duas Copas Itália, duas Supercopas da Itália, sendo premiado como MVP em 2016, e o Campeonato Italiano de 2015–16. Na temporada 2017–18, transferiu-se para a Turquia, onde defendeu as cores do Halkbank Ankara, com quem conquistou o campeonato da temporada, enquanto no campeonato seguinte esteve no Belogorie Belgorod, no campeonaro russo, com a qual venceu a Taça Challenge de 2018–19.
Em 2019 retornou à Itália para jogar pelo Allianz Milano, enquanto no ano seguinte retorna ao Modena para competir pelo clube pela segunda vez em sua carreira. Depois de um ano competindo pelo clube italiano, retorna novamente ao Belogorie Belgorod para disputar a temporada 2021–22.
Em 2022, o ponteiro foi anunciado como o novo reforço do recém-promovido Emma Villas Aubay Siena para atuar na primeira divisão italiana. Após o rebaixamento para a segunda divisão com apenas cinco vitórias em vinte e duas partidas disputadas, Petrić terminou ingressou no Al-Ahli Sports Club para ajudar a equipe na sua tentativa de chegar às finais da Liga do Qatar, da Taça do Qatar e da Taça Emir.
Após a breve passagem pelo voleiobl catari, Petrić retornou ao continente europeu para disputar o campeonato turco novamente, deste vez vestindo a camisa do Spor Toto Spor Kulübü.

### Seleção
Em 2007 obteve as primeiras convocações para competir pela seleção adulta sérvia, com a qual conquistou posteriormente a medalha de bronze no Campeonato Europeu de 2013. Mais tarde, conquistou a medalha de prata na Liga Mundial de 2015 e no ano seguinte, se tornou campeão desta competição ao vencer a seleção brasileira.
Dois anos após se tornou campeão europeu ao vencer a seleção eslovena por 3 sets a 1 no Campeonato Europeu de 2019.

## Títulos
OK Budućnost Podgorica
- Campeonato Montenegrino: 2007–08
- Copa Montenegrina: 2007–08, 2008–09

Modena Volley
- Campeonato Italiano: 2015–16
- Copa Itália: 2014–15, 2015–16
- Supercopa Italiana: 2015, 2016

Halkbank Ankara
- Campeonato Turco: 2017–18
- Copa da Turquia: 2017–18

Belogorie Belgorod
- Taça Challenge: 2018–19

## Clubes
| Anos      | Clube                   |
| --------- | ----------------------- |
| 2007–2010 | OK Budućnost Podgorica  |
| 2010–2011 | Axis-Lennik             |
| 2011–2014 | Sir Safety Perugia      |
| 2014–2017 | Azimut Modena           |
| 2017–2018 | Halkbank Ankara         |
| 2018–2019 | Belogorie Belgorod      |
| 2019–2020 | Allianz Milano          |
| 2020–2021 | Leo Shoes Modena        |
| 2021–2022 | Belogorie Belgorod      |
| 2022–2023 | Emma Villas Aubay Siena |
| 2023–2023 | Al-Ahli Sports Club     |
| 2023–     | Spor Toto Spor Kulübü   |

## Prêmios individuais
- 2016: Supercopa Italiana – MVP